# Едвард Бенеш
Едвард Бенеш (чеш. Edvard Beneš; Кожлани, 28. мај 1884 — Сезимово Усти, 3. септембар 1948) је био вођа Покрета за независност Чехословачке, министар спољних послова и други председник Чехословачке од 1935. до 1938. године и поново од 1940. до 1948. године, када је, по доласку комуниста на власт, дао оставку.

## Детињство и школовање
Едвард Бенеш је рођен као најмлађи син у сељачкој породици у малом граду Кожлани, у Чешкој, 60 км западно од Прага. Већи део своје младости провео је у месту Винохради, у Прашком округу, где је похађао гимназију од 1896. до 1904. године и за то време играо фудбал за Славију из Прага. После матуре уписује и завршава студије на Филозофском факултету при Карловом универзитету у Прагу, а потом одлази у Париз где наставља студије на Сорбони и на Независној школи политичких и друштвених студија. Завршио је први степен у Дижону, где је постао доктор права 1908. године, а затим је годину дана касније, положивши ригорозне испите у Прагу стекао звање и доктора филозофије. Предавао је три године на Прашкој трговачкој академији, а 1912. године постаје професор социологије на Карловом универзитету.
У међувремену, 1906. у Паризу се верио са његовом будућом супругом Ханом и променио име Едуард у Едвард.

## Политички живот
Током Првог светског рата, Бенеш је био један од твораца независне Чехословачке. Организовао је тајни анти-аустријски Чехословачки покрет за независност под називом „Мафиа” (чеш. Maffie). У септембру 1915. године, отишао је у изгнанство у Париз, где је уз веома сложене дипломатске напоре успео да издејствује признање од Француске и Уједињеног Краљевства за Чехословачки покрет за независност. У периоду од 1916. до 1918. године био је секретар Националног савета Чехословачке у Паризу и министар унутрашњих и иностраних послова у привременој влади Чехословачке. Представљао је Чехословачку у разговорима који су довели до склапања Версајског мировног уговора.
Како би се супротставио ревизионистички настројеној Мађарској, Бенеш је након распада Аустро-угарске монархије склопио уговоре са Румунијом и Краљевином СХС (1921) који су довели до формирања Мале Антанте, којој се касније придружила и Француска (1924), па је након тога тај савез постао блок против Немачке и, у мањој мери, против Совјетског Савеза.

## Чехословачка
Од 1918. до 1935. године Бенеш је био министар иностраних послова Чехословачке и на том месту остао за време 10 узастопних влада - од којих је и он сам био на челу једне од 1921. до 1922. године. У годинама од 1919. до 1926. и 1929. до 1935. био је одборник Народне скупштине, а на кратко се вратио академском свету као професор 1921. године. Бенеш је био вођа Народне социјалистичке странке и најближи сарадник првог председника Чехословачке Томаша Гарика Масарика. Оставком Масарика као председника 1935. године, Бенеш је био изабран на ту функцију. Противио се захтевима Нацистичке партије Немачке, која је сматрала да Немачка полаже право на Судетску област већински настањену немачким становништвом. Иако је одобрио суштинску аутономију Судетске области, Бенеш ипак није могао да избегне кризу која је довела до уништења Чехословачке. У октобру 1938. године Судетска криза довела је Европу на ивицу рата, који је избегнут потписивањем Минхенског споразума, тј. анексијом и војном окупацијом Судетске области од стране Немачке.
Напуштен од својих савезника, Бенеш је капитулирао, дао оставку на место шефа државе и емигрирао у Француску. Током Другог светског рата био је председник избегличке владе у Лондону. Поново успоставља владу на родном тлу 3. априла 1945. године, а у Прагу му је приређен величанствен дочек одушевљеног становништва. То је била једина влада у емиграцији источне Европе, којој је било дозвољено да се врати у земљу после рата. Ипак, Бенеш је одмах схватио да Чехословачка мора блиско да сарађује са Совјетским Савезом, и буде „мост” између комунистичког Истока и западних демократија, да би на тај начин била очувана стабилност у Европи.
Бенешово здравље се озбиљно нарушило након што је претрпео два шлога 1947. године. Комунистички премијер Чехословачке, Клемент Готвалд искористио је ситуацију и затражио 25. фебруара 1948. године да комунисти добију превласт у влади. Немајући другог избора Бенеш је поново капитулирао, али је одбио да потпише нови устав. Поднео оставку 7. јуна 1948. и умро скрхан исте године.
Додељен му је Краљевски орден Карађорђеве звезде.

## Бенешови декрети
Познати су Бенешови декрети из 1945. године, документи са снагом закона, на основу којих су протерани судетски Немци (2,5 милиона) и Мађари из Чехословачке. Ти декрети су и данас повремено камен спотицања у односима Чешке и Словачке Републике са Немачком, Аустријом и Мађарском, а Лихтенштајн их због њих није признавао као независне државе до 2009. године.

## Дела
Објавио је књигу мемоара Сећања 1947, а посмртно је објављена књига његових недовршених мемоара: „Од Минхена до новог рата и нове победе” 1954. године.